# 中部山脈

中部山脉

中部山脈是俄羅斯的山脈，位於堪察加半島中部，主要由火山組成，全長1,200公里，最高點海拔高度3,621米，該山脈的冰川面積約906平方公里。